# L'Évadé des Tuileries
Pour plus de détails, voir Fiche technique et Distribution.
L'Évadé des Tuileries ou Une Journée de la Révolution est un court métrage muet français réalisé par Albert Capellani, sorti en 1910.

## Fiche technique
- Titre : L'Évadé des Tuileries
- Titre alternatif : Une Journée de la Révolution
- Réalisation : Albert Capellani
- Scénario : Georges Cain
- Photographie :
- Montage :
- Producteur :
- Société de production : Société cinématographique des auteurs et gens de lettres (S.C.A.G.L.), Série d'Art Pathé Frères (S.A.P.F.)
- Société de distribution :  Pathé Frères (France) , General Film Company (États-Unis)
- Pays de production :  France
- Langue : film muet avec les intertitres en français
- Métrage : 320 mètres
- Format : Noir et blanc — 35 mm — 1,33:1 —  Muet
- Genre : Film dramatique, Film historique
- Durée : 10 minutes 40
- Dates de sortie :
  - France : 9 décembre 1910
  - États-Unis : 30 janvier 1911

## Distribution
- Georges Grand : le comte de Champcenetz
- Gabrielle Robinne : Grace Elliott
- Paul Capellani
- Henri Bosc
- Suzanne Avril
- Jeanne Brindeau
- Sylvette Fillacier
- Cécile Didier
- Claude Garry
- Jean Diener
- Gabrielle Lange
- Gaston Prika
- Jean Chameroy
- Jean Garat
- Gabrielle Chalon
- la petite Renée Pré
- Dupont-Morgan
- Marcelle Barry
- Augusta Vallée
- Simone Joubert
- Arlette Symiane
- Herman Grégoire
- Édouard Delmy
- Roger Hédouin
- Albert Darville
- Faivre
- Faivre fils
- Chauveau
- Didier
- Longuépée
- Aimable
- Antony
- Godefroid
- Reynold
- Pelletier
- Gonnet
- Élyane
- Madame de Trémerenc
- Madame Cassagne
- Madame Fromet
- Desgrez
- Victorins
- Tauffenberger fils

## Autour du film
- Ciné-Journal a publié dans le numéro 101 en date du 30 juillet 1910, sous le titre anodin de Impressions cinématographiques, l'un des premiers reportages effectué sur le tournage d'un film, dont le sujet est le tournage de L'évadé des Tuileries.